# Bruno Würschmitt

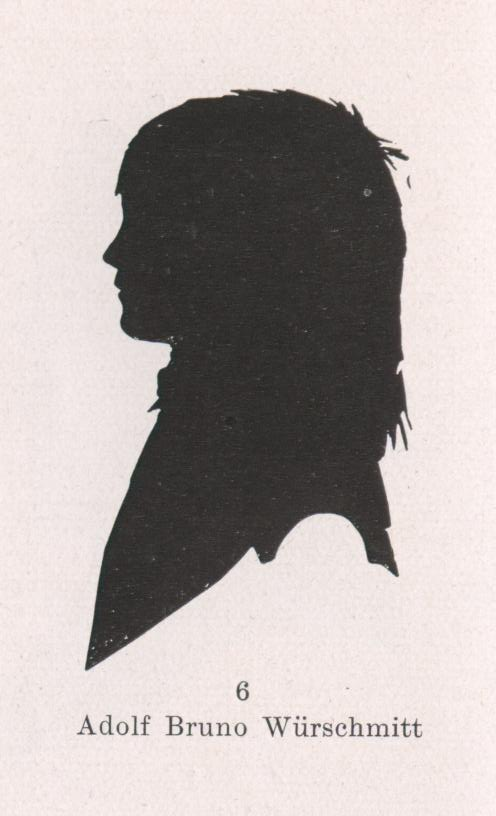
Bruno Würschmitt als 14-jähriger Junge, geschnitten von seinem älteren Bruder Bernhard Würschmitt

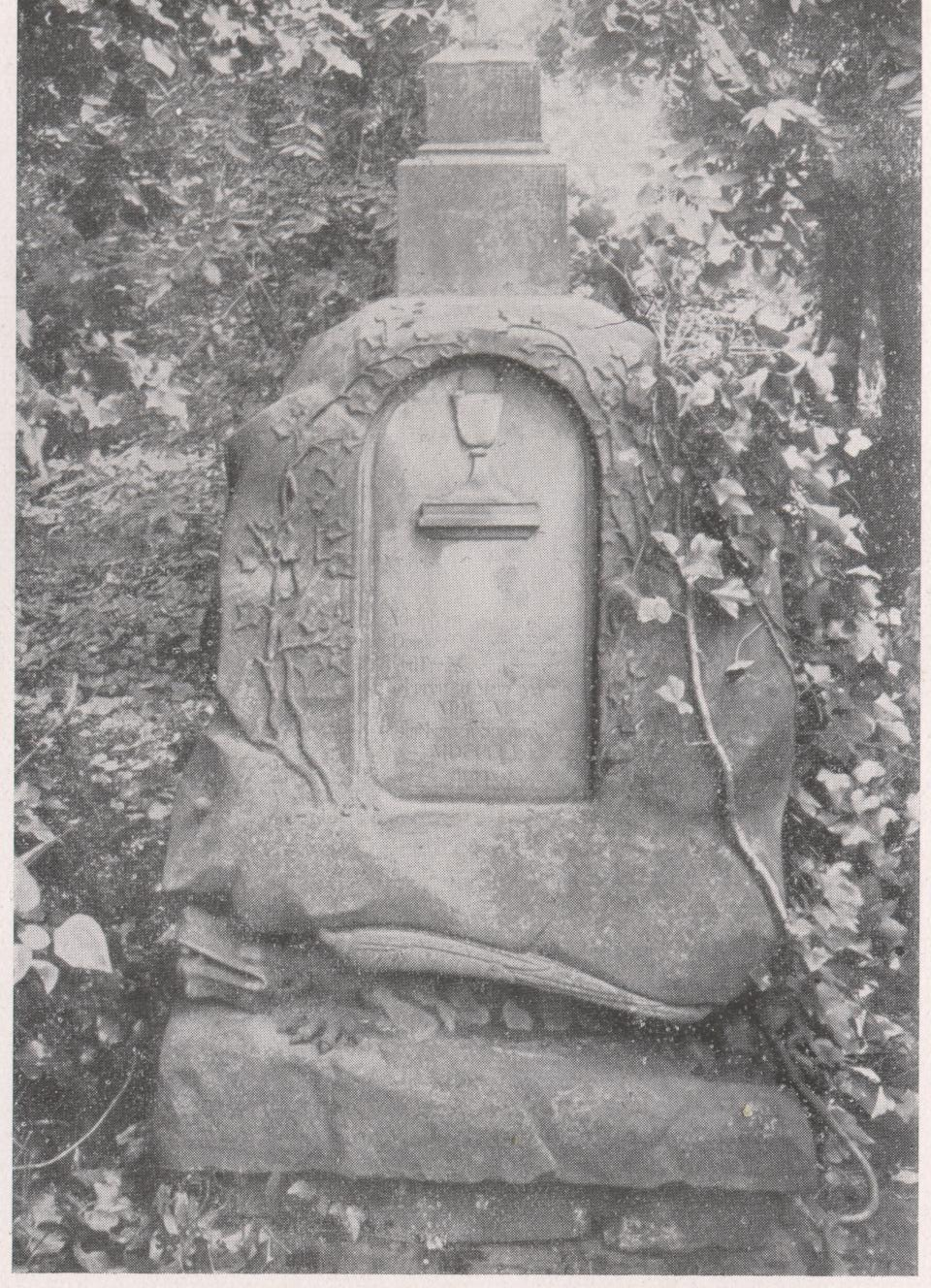
Alte Aufnahme des Grabsteins von Domkapitular Bruno Würschmitt, deutlich zu sehen, die eingemeißelten Efeuranken und eine große Echse, auf der der Oberteil des Steins ruht; geschaffen von seinem Bruder Bernhard Würschmitt

Adolf Bruno Würschmitt (* 6. Dezember 1790 in Mainz; † 5. Dezember 1851 in Speyer) war ein deutscher katholischer Priester, Domkapitular, Naturkundler, wissenschaftlicher Buchautor und Gründungsmitglied der Pollichia.

## Leben

### Herkunft und Priestertum
Bruno Würschmitt war der Sohn von Ivo Franz-Xaver Würschmitt, Kurfürstlich Mainzischer Hofgerichts- und Regierungsrat und dessen Ehefrau Susanna Theresia Fritz und eines von 16 Kindern des Ehepaares. Anlässlich der französischen Eroberung von Mainz flüchtete die Familie 1792 oder 1793 nach Erfurt. Dort wuchs der Junge auf und besuchte das Gymnasium, dann die dortige Universität um philosophischen und naturwissenschaftlichen Studien zu obliegen. Danach trat er ins Lyzeum zu Aschaffenburg ein und erhielt am 6. Juli 1814 in Mainz die Priesterweihe. In Aschaffenburg trat er seine erste Stelle als Kaplan an der St. Agathenkirche an. Am 5. Februar 1818 wurde Matthäus Georg von Chandelle, der damalige Leiter des Vikariats in Aschaffenburg, zum Bischof von Speyer ernannt, es zog sich jedoch noch bis 1821 hin, dass die Neubildung dieses Bistums rechtskräftig wurde und der neue Bischof sein Amt antreten konnte. Im Zuge des Wechsels Chandelles von Aschaffenburg nach Speyer nahm er auch einige ihm vertraute Priester mit. Einer jener Priester war Bruno Würschmitt. Ab 1819 kurzfristig Seelsorger von Haßloch, wirkte er von 1820 bis 1826 als „eifriger Stadtpfarrer und umsichtiger Distriktsschulinspektor“ in Neustadt an der Haardt, wie es in einem zeitgenössischen Artikel heißt. Nach dem Ableben des Domherren Kraus wählte ihn das Domkapitel – auf Vorschlag Bischofs Chandelle – einstimmig zum Domkapitular. Die Einführung in das neue Amt erfolgte am 23. September 1827 durch Chandelles Nachfolger, Bischof Johann Martin Manl von Speyer. Der junge Domherr hatte neben seiner Tätigkeit als Domkapitular auch die Professur für Dogmatik und Homiletik am Klerikalseminar Speyer inne, außerdem war er ein gefragter und weithin bekannter Prediger. Bischof Manl wählte ihn regelmäßig als seinen Begleiter zu den Treffen der bayerischen Bischöfe in Würzburg. Dieses Vertrauensverhältnis veranlasste den Oberhirten vermutlich auch, Würschmitt gegenüber der Staatsregierung in München, als Kandidaten für die Dogmatikprofessur an der in Speyer geplanten, theologischen Fakultät vorzuschlagen. Sie sollte es den jungen Theologen ermöglichen, ihre Studien vollständig in Speyer abzuleisten, ohne an eine fremde Universität gehen zu müssen. Deshalb gab Würschmitt bereitwillig seine Zustimmung zur Übernahme des verantwortungsvollen und arbeitsintensiven Amtes; der Plan kam aber letztlich nicht zur Ausführung.

### Tätigkeit als Naturgelehrter

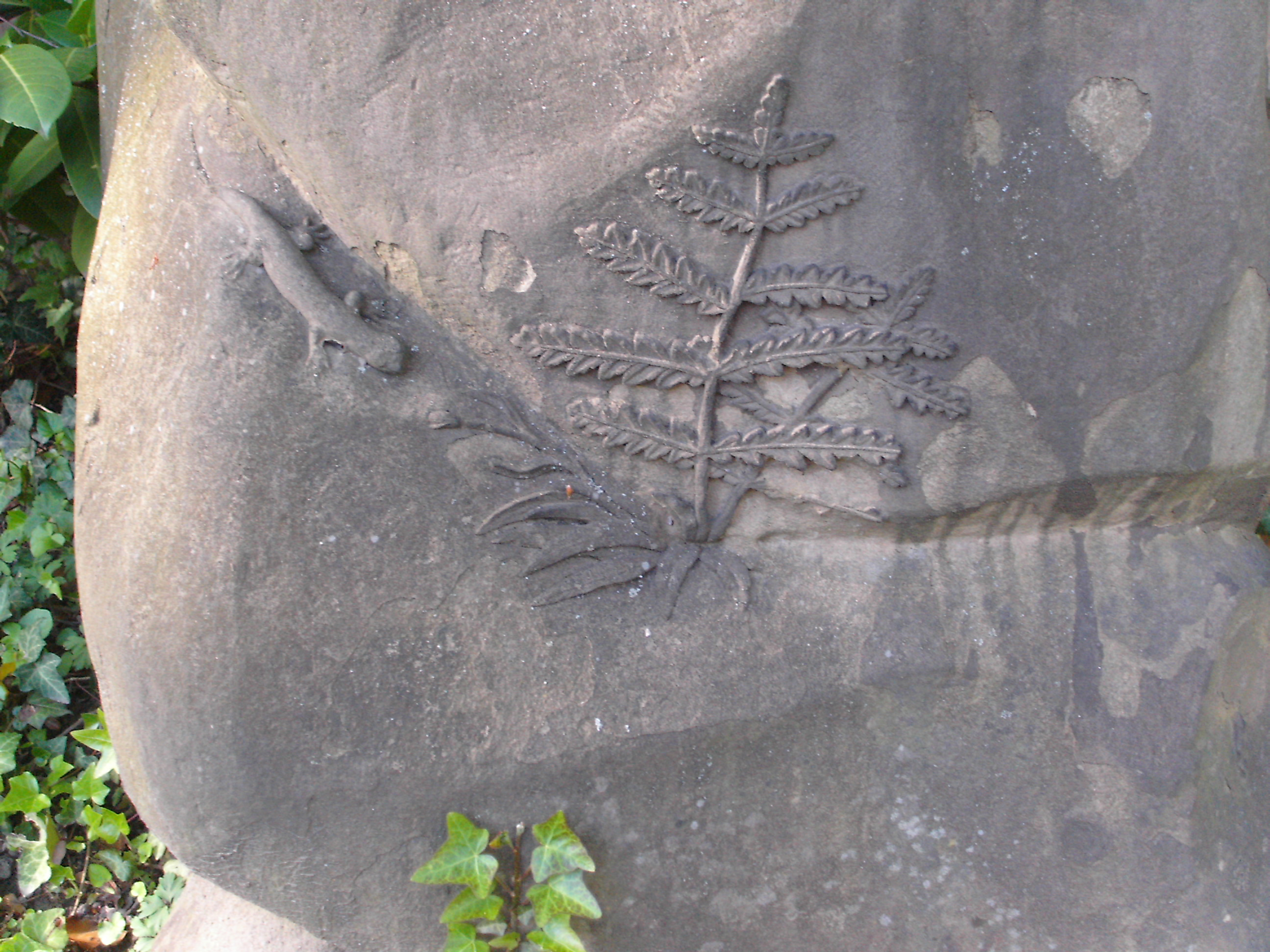
Farn und Eidechse, Detail vom Grabstein Domkapitular Bruno Würschmitts, Mitbegründer der Pfälzer Pollichia, Domkapitelsfriedhof Speyer, aufgenommen Sommer 2008

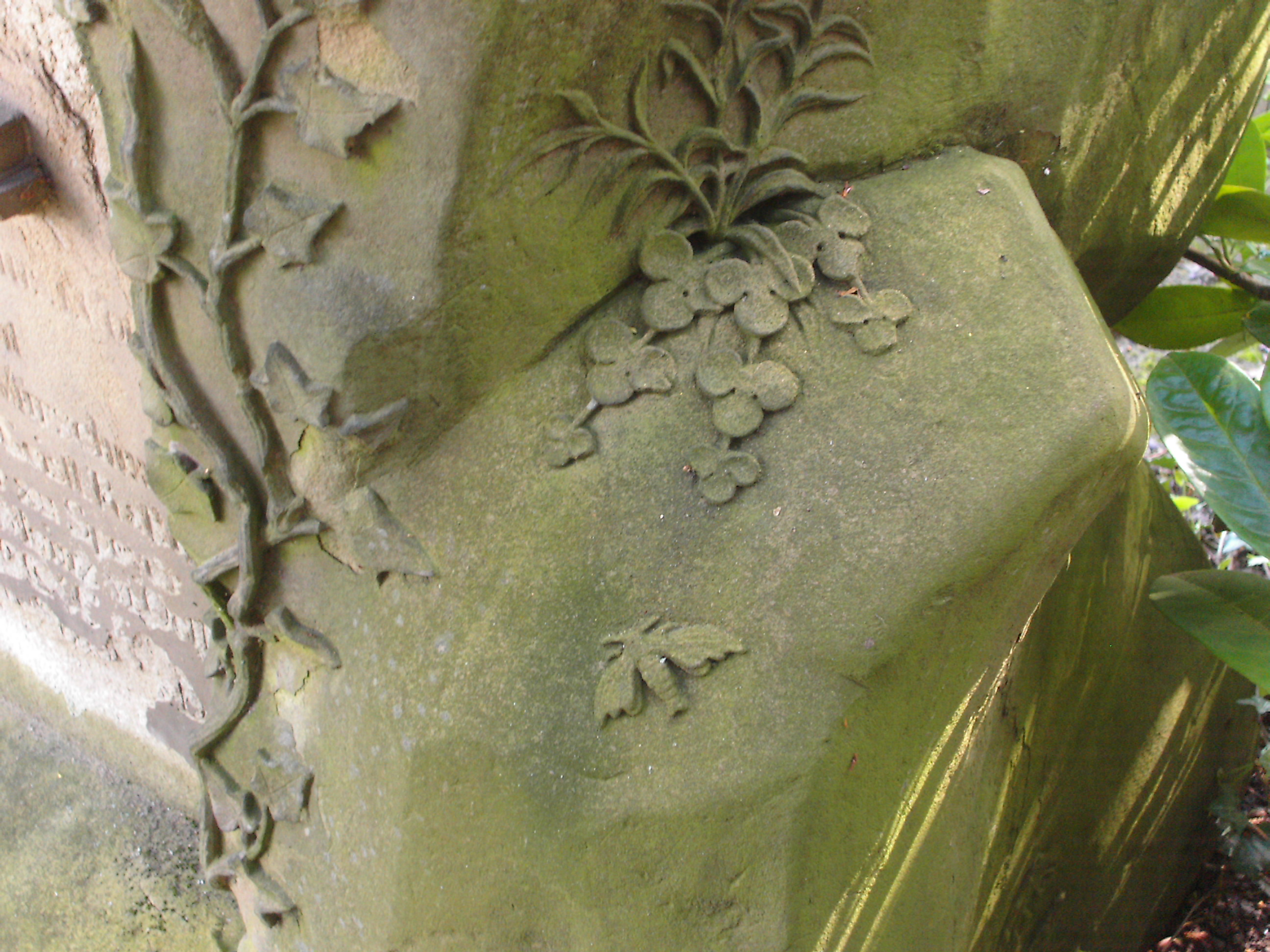
Pflanze und Insekt, Detail vom Grabstein Domkapitular Bruno Würschmitts, Mitbegründer der Pfälzer Pollichia, Domkapitelsfriedhof Speyer, aufgenommen Sommer 2008

Dafür brachte das Jahr 1839 eine wichtige Änderung in der Lehrtätigkeit des Geistlichen. Der Jahresbericht des Lyzeums Speyer konstatiert die Ernennung des durch seine „naturgeschichtlichen Kenntnisse und seine Sammlungen berühmten Domkapitulars“ Würschmitt, zum „Professor der Naturgeschichte der drei Reiche“ an den philosophischen Kursen der Anstalt. Wie die Jahresberichte weiter melden las der Domherr Oryktognosie (=Mineralogie), Geologie und Geognosie (=Erdgeschichte und Gesteinskunde), sowie Zoologie und Botanik. Seine reichhaltigen Sammlungen und zahlreiche Exkursionen in die Natur, unterstützten und ergänzten den Unterricht. Ein Nachruf sagt über ihn: „Er verstand es meisterhaft, mit seinen jungen Freunden an Ort und Stelle die Verhältnisse zu studieren, die Beziehungen der einzelnen Lebewesen zueinander zu erforschen, die Sinne der studierenden Naturfreunde zu schärfen und empfänglich zu machen für die Schönheit der Schöpfung“. Professor Würschmitt pflegte diesbezüglich regen Gedankenaustausch mit gleichgesinnten Naturfreunden in nah und fern; in Speyer besonders mit dem Entomologen Linz, mit dem Subregens am Klerikalseminar Laforet und mit dem Regens des Schullehrerseminars dem späteren Bischof Konrad Reither, der ebenfalls ein begeisterter Naturkundler war. Auswärts verkehrte er besonders mit den Heidelberger Universitätsprofessoren Gottlieb Wilhelm Bischoff und Heinrich Georg Bronn. Am 6. November 1840 versammelten sich in Dürkheim 26 Naturfreunde und Naturforscher und folgten der Anregung von Carl Heinrich Schultz aus Deidesheim, den „Naturwissenschaftlichen Verein der Bayerischen Pfalz“ zu gründen, der nach dem berühmten Kaiserslauterer Forscher und Arzt Johann Adam Pollich den Namen „Pollichia“ erhielt. Auf dieser Gründungsversammlung waren neben den Gelehrten Dr. Friedrich Wilhelm Schultz aus Bitsch, Professor Gottlieb Wilhelm Bischoff aus Heidelberg, auch der Steuerkontrolleur Johann Michael Linz (Entomologe u. Botaniker), sowie der Geistliche Rat und Domkapitular Bruno Würschmitt aus Speyer anwesend, der sich in naturwissenschaftlichen Kreisen besonders als Ornithologe und Mykologe hoher Achtung erfreute. Die Pollichianer sahen in Würschmitt, „den geistvollen anspruchslosen Forscher mit dem fast unscheinbaren Aussehen, dessen Sachlichkeit, Festigkeit des Urteils und reine Heiterkeit - die Frucht edler Welt- und Selbstüberwindung - wohltuend berührte und anzog“, wie es in einer alten Veröffentlichung der Speyerer Ortsgruppe der Pollichia heißt. Würschmitt galt als genauester Kenner der heimischen Akotylen (=Kryptogame, d. h. Farne, Schachtelhalme, Moose Algen, Flechten und Pilze). Überhaupt hatte der Priester den Pilzen seine ganz besondere Neigung zugewandt. Bei jeder Witterung durchstreifte er die Natur, um die heimatlichen Schwämme zu erfassen, wobei ihm eine „scharfe Beobachtungsgabe“ nachgesagt wurde, „mit der er das Kleinste sah, ohne den Zusammenhang mit dem Ganzen zu verlieren“. Als Frucht seiner langjährigen pilzkundlichen Studien erschien sein Buch Die Schwämme der Heimat.

### Tod

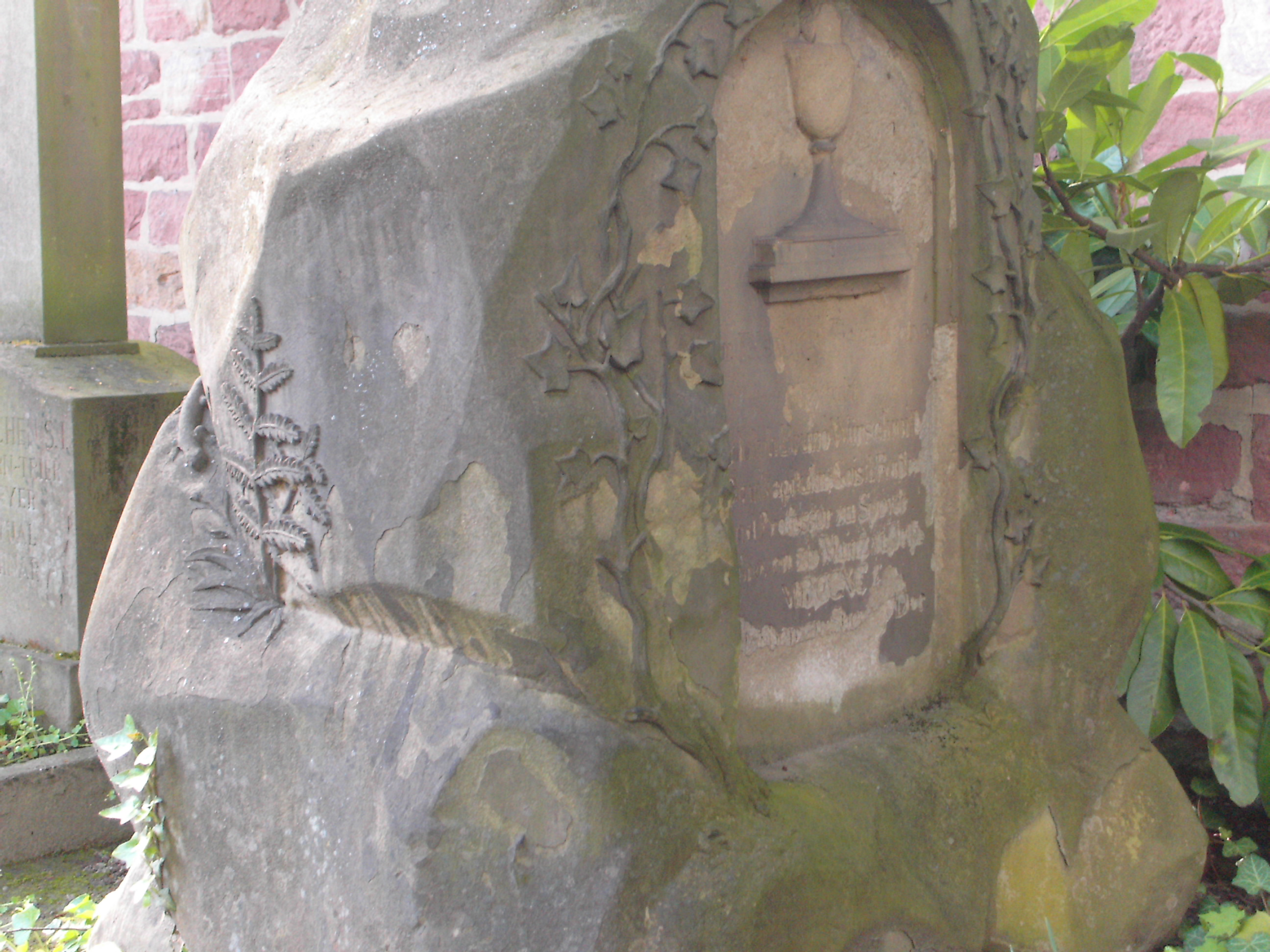
Grabstein Bruno Würschmitts, Domkapitelsfriedhof Speyer, Zustand Sommer 2008, stark beschädigt und verwittert

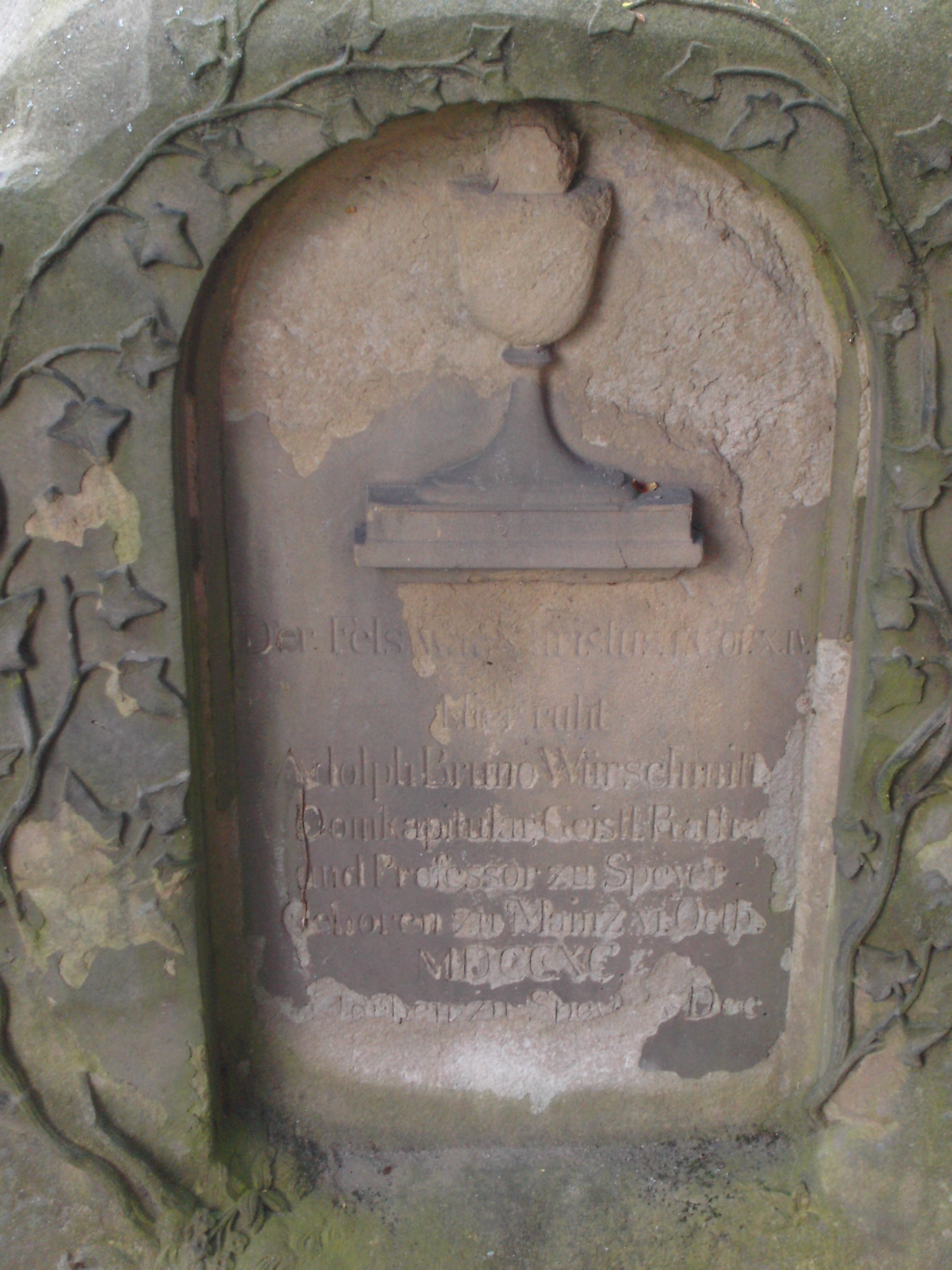
Inschrift vom Grabstein Bruno Würschmitts, Domkapitelsfriedhof Speyer, 2008 (bereits stark verwittert)

Seinem arbeitsreichen Leben setzte ein früher Tod das Ende. Als er – wie er es 30 Jahre lang zu tun pflegte – in Speyer die Domkanzel bestieg, erlitt er einen „Herzkrampf“ (so der zeitgenössische Originalausdruck), an dem er in der Nacht vom 5. auf den 6. Dezember 1851 starb. Er wurde auf dem alten Friedhof zu Speyer beigesetzt. Sein Bruder Bernhard Würschmitt – ebenfalls Priester und berühmter Bildhauer – fertigte ihm einen ganz außergewöhnlichen Grabstein mit Tier- und Pflanzendarstellungen. Wegen seiner besonderen Kenntnisse der Kryptogamen sprosst links ein gemeißelter Farn aus dem Stein. Den doppeldeutigen Grabspruch: „Der Fels war Christus“, wählte er als versteckten Hinweis auf die gleichzeitigen theologischen (dogmatischen) und naturkundlichen (auch geologischen) Fähigkeiten. Von der Hand seines älteren Künstlerbruders Bernhard Würschmitt stammt auch das einzig erhaltene Bild des Domkapitulars. Es ist ein Scherenschnitt, der ihn als 14-jährigen Jungen darstellt. Das Grabdenkmal Bruno Würschmitts ist leider nur noch als Torso vorhanden und befindet sich derzeit auf dem Domkapitelsfriedhof bei St. Bernhard, Speyer. Dennoch ist es nach wie vor beeindruckend und außergewöhnlich. Ein (mäßig qualitatives) Foto des Steins im alten Originalzustand befindet sich in der Biographie Bernhard Würschmitts von Otto Abel, wo auch der Scherenschnitt abgebildet ist. Ein Nachruf des Lyzeums Speyer führt über Bruno Würschmitt poetisch aus: „Alle die ihn kannten, werden die Erinnerung an ihn, dessen Seele zwischen Blumen und Blüten lebte, mit segensreicher Frucht für ihr Leben bewahren.“ Als direkter Nachfolger Würschmitts wurde der Hambacher Pfarrer Franz Xaver Remling, ein berühmter Historiker, in das Speyerer Domkapitel gewählt.